# Стубови друштва
„Стубови друштва” је југословенски кратки ТВ филм из 1968. године. Режирао га је Иван Хетрих који је написао и сценарио по делу Хенрика Ибсена.

## Улоге
| Глумац              | Улога  |
| ------------------- | ------ |
| Раде Марковић       | Берник |
| Петар Банићевић     | Јохан  |
| Славка Јеринић      |        |
| Љиљана Газдић       |        |
| Ксенија Јовановић   |        |
| Љиљана Крстић       |        |
| Маријан Ловрић      |        |
| Дубравка Перић      |        |
| Владимир Поповић    |        |
| Миодраг Радовановић |        |
| Олга Савић          |        |
| Виктор Старчић      |        |